# Wageningen
Wageningen – miasto i gmina w centralnej Holandii, (prowincja Gelderland), położone nad Renem.
Wageningen liczy ok. 35 tysięcy mieszkańców, a prawa miejskie uzyskało w 1263 roku. Jest miastem historycznym, w którym 6 maja 1945 roku podpisano kapitulację hitlerowców na terenie Niderlandów. Miasto jest siedzibą znanego Wageningen University & Research (dawniej Akademii Rolniczej), który jest dużym ośrodkiem naukowym związanym z technologią żywności, rolnictwem, zarządzaniem gospodarką wodną i ekonomią.
Każdego roku, w dniu 5 maja (Dzień Wyzwolenia) w Wageningen odbywa się parada weteranów walczących o wyzwolenie Holandii, wśród nich wielu Polaków.
Miasto jest również gospodarzem corocznego festiwalu Rhine Town Jazz.